# 0.1gの誤算
0.1gの誤算（れいてんいちぐらむのごさん）は、日本のヴィジュアル系バンド。所属事務所は  
株式会社 At sense。

## 概要
- 2016年始動。コンセプトとして「大真面目な悪ふざけ」を掲げ破天荒なライヴを展開している。[1] また近年では「日本1バズるV系バンド」を自称している。SNS運用に力を入れており、ヴォーカル・緑川のYoutubeチャンネルは登録者数20万人、総再生数2億回を突破している。（2024年10月20日現在）
- バンド名はファミレスで名前を考えていたところメニューに記載された「塩分0.1g」という文章を元にメンバー内で話し合い決定した。[2]
- V系のみでなくアイドルや歌い手などジャンル違いのイベントにも出演することも多い。[3]
- 通常のライヴの他、企画もののライヴも数多く行っている。企画は「小学生以下限定」「船上ライヴ」「全身タイツ」「すっぴん」など多岐にわたる。また、一部の公演では「2階席最前撮影可能エリア」という手持ちの機器でライヴを自由に撮影できるエリアのチケットを販売するという試みも行われている。[4]
- 曲のほとんどはヴォーカルの緑川が作詞作曲を手掛けている。
- 0.1gの誤算公式Xのアイコンにもなっている白い犬のようなキャラクターの名前は「ごさまる」。

## メンバー

### 現メンバー
緑川裕宇
- ヴォーカル担当。9月2日生まれ。AB型。東京都出身。
- メンバーカラーは青。イメージアニマルはライオン。ファンの名称は「緑川一派」。
- 音楽一家でピアニストの母[5]とオペラ歌手の叔母[6]を持つ。元ペンタゴンの拓は実の弟。[7]
- Janne Da Arcのファンで「自分の好きな音楽、聴きたい音楽が全部ここにあると感じた」と語っている。[8]

河村友雪
- 上手ギター担当。8月2日生まれ。AB型。神奈川県出身。
- メンバーカラーは紫。イメージアニマルはうさぎ。ファンの名称は「河村会」。
- ファッションセンスがあり、グループ内で一番お洒落なメンバーを聞かれた際に他メンバーから満場一致で選ばれた。[9]

水田魔梨
- 下手ギター担当。12月30日生まれ。A型。埼玉県出身。
- メンバーカラーはピンク。イメージアニマルはクマ。ファンの名称は「水田サイド」。
- 母親に連れられて行ったSEX MACHINEGUNSのライブに影響を受けギターを始める。[10]

眞崎大輔
- ベース担当。2月2日生まれ。A型。埼玉県出身。
- メンバーカラーは緑。イメージアニマルはオオカミ。ファンの名称は「眞崎組」。
- 重度のアレルギー体質で、フルーツや豆腐、薬など苦手なものが多い。[11]

### サポートメンバー
久保田まさし
- ドラム担当。4月6日生まれ。O型。群馬県沼田市出身。
- メンバーカラーは黄色。ひまわりでドラムセットを飾り付けている。
- サポートメンバーだがバースデーワンマンの開催やグッズの販売もされている。

## 来歴
2016年
- 3月24日　新宿ルイードK4にて始動無料ワンマンを行う。本来は主催イベントをする予定だったが悪名高いせいか誰も出ず仕方なくワンマンとした。[2]
- 12月に東名阪無料ワンマンツアーを開催する。

2017年
- 3月24日　高田馬場AREAにて1周年記念ワンマン＜【最強と最恐】＞を開催。

2018年
- 3月27日　赤坂BLITZにて2周年記念ワンマン＜運命よそこをどけ、俺達が通る＞を開催。
- 5月3日から8月18日にかけ全国ツアー＜Zepp Diver City制圧 53の系譜 -53本企画-＞を敢行。全国にて53公演を行った（対バン、ファンミーティングを含む）。
- 8月18日　Zepp Diver Cityにて＜底辺からの下克上『俺がゼップに立つ時代だぞコラ卍』〜緑川裕宇Birthday〜＞を行った。

2019年
- 3月27日　Zepp Diver Cityにて3周年記念ワンマン＜俺達を倒せるのはただひとつ、俺達だけだ＞を開催。前方の柵を抜き、サークルモッシュやギャ男VSその他の男の綱引きなどフロアを自由に使ったライブを行った。[12]
- 5月3日　日本青年館にてワンマンライヴ＜「誤算の日」日本青年館公演＞を行う。[13]
- 5月11日から7月14日にかけツアー＜-改・鬼畜企画-『三度目を制する者は、総てを制す』Zepp Diver City攻略への軌跡＞を敢行。全国9都市にて24公演を行った。[13]
- 7月20日から8月12日にかけツアー＜-改・鬼畜企画- 夏のラストスパート！【Zepp DC】牙を持つ太陽【攻略祈願】＞を敢行。全国6都市にて公演を行った。[13]
- 8月22日　Zepp Diver Cityにて＜改・鬼畜企画- Tour Final『俺達の前に道はない、俺達の後ろに道はできる』〜緑川裕宇Birthday〜＞を行った。[14]
- 10月3日から11月18日にかけツアー＜4周年記念全国無料ワンマンツアー【有害集団】『無料―いちご増殖化計画』【豊洲PiTヲ襲撃】＞を敢行。全国19都市にて公演を行った。[14]
- 12月14日から12月24日にかけツアー＜【プレゼント】ゴサンタ、現る【争奪戦】＞を敢行。全国5都市にて公演を行った。[14]

2020年
- 1月4日から3月7日にかけツアー＜4周年ワンマンツアー【豊洲PiT】『七天を巡る王』【攻略祈願】＞を敢行。全国6都市にて公演を行った。[14]
- 3月28日に4周年ワンマンを予定していたが新型コロナウイルス感染症の影響のため延期となる。
- 8月13日　豊洲PITにて延期となっていた4周年ワンマン＜4th Anniversary ONEMAN 挑戦は終わらない、俺達が俺達であるために＞を開催。感染症に配慮し、マスク着用、声出し禁止、ソーシャルディスタンスの確保などの対策が取られた。[15]

2021年
- 3月26日　新宿BLAZEにて5周年ワンマン＜5th Anniversary ONEMAN 運命の特異点-それでも俺たちは止まらない-＞を開催。[16]
- 5月6日　オフィシャルファンクラブ「有害誤算精鋭部隊」を開設。
- 7月3日　田中聖との2マンライヴ＜ギリギリで生きている者達の決闘＞を開催。
- 8月21日　緑川がXに投稿した「コロナ対策をしたら余計に宗教感増してしまったビジュアル系バンド」という動画が5万RTを超え話題となる。
- 9月21日　ドラムの神崎が脱退を発表。
- 9月29日　TSUTAYA O-EASTにて緑川裕宇のバースデーワンマン＜やったれ爆進緑川！！～コロナ禍以降最大規模の挑戦～＞を開催。[17]

2022年
- 2月11日から3月12日にかけツアー＜お前の栄光時代はいつだよ...オレらは今なんだよ！！＞を敢行。全国6都市にて8公演を行った。
- 3月19日から3月24日にかけ6days連続ワンマン＜0.1gの誤算6th Anniversary 魂は歳を取らない～6周年6daysワンマン2016→2022～＞を池袋BLACKHALLにて開催。バンド初の6デイズワンマンとなる。[18]
- 6月3日　REAL AKIBA BOYZとの2マンライヴ＜オタクとバンド、クラスでは陰寄りメンツになりがち＞を開催。
- 7月28日　femme fatale 主催の〈東名阪ツーマンライヴツアー2022『異文化交流会』〉に出演。
- 12月11日から12月23日にかけツアー＜クリスマスワンマンツアー【2022】有害サンタは玄関からやってくる【クリスマス】＞を敢行。全国4都市にて公演を行った。

2023年
- 3月29日　Spotify O-EASTにて7周年ワンマン＜こんな時代に風穴を開ける、俺達が0.1gの誤算だ＞を開催。
- 5月13日から8月7日にかけツアー＜進撃再開 - FxxK SELF CONTROL TOUR -＞を敢行。全国7都市にて16公演を行った。
- 5月、6月とオメでたい頭でなによりと2ヶ月連続ツーマン企画＜オメでたい誤算でなにより＞を開催。
- 9月30日　日本青年館にて緑川裕宇のバースデーワンマン＜天色と摩天楼、夜長月が目覚める刻。＞を開催。緑川が水田にドッキリを仕掛けられワイヤーアクションを体験した。[19]
- 12月11日　Zepp Shinjukuにて＜誤算ギャ&誤算ギャ男 大増殖計画〜初心者にも優しいワンマン〜＞を開催。

2024年
- 2月2日から4日にかけタイで開催されたJAPAN EXPO THAILAND2024に参加。初の海外遠征となる。また、タイのiTunes Store内J-Pop トップアルバムランキングで1位を獲得した。[20]
- 3月27日　豊洲PITにて8周年ワンマン＜召集命令!五の布陣にて首を取り、魂を喰らふ。～日本最大ノ箱ヲ制圧セヨ～＞を開催。2000人を動員する。[20]
- 5月10日から8月2日にかけ＜日本列島を喰い荒らせ！【超大型！爆弾狂気圧ツアー】＞を敢行。全国19都市にて26公演を行った。
- 7月3日　Unlucky Morpheusとの2マンライヴ＜Unlucky miscalculation＞を開催。
- 8月14日　LINE CUBE渋谷にて緑川裕宇のバースデーワンマン＜緑川裕宇Birthday LIVE　ついにこの地に…！「絶対王者降臨GIG」＞を開催。[21]
- 8月18日から9月3日にかけツアー＜王者軍の大行進＞を敢行。2か所のCLUB QUATTROを含む5公演を行った。
- 9月16日　アーバンギャルド主催のイベント「鬱フェス」に出演。
- 9月26日　品川区立総合区民会館（きゅりあん）にて行われたイベント「STRRZ TOKYO」でライヴを行う。同イベントにて河村と眞崎がファッションモデルを務める。[22]
- 9月30日　東洋大学のシンポジウム「責任ある研究・技術開発に向けた多文化的ELSIの組織化 〈推し活〉を学問する」の講師として緑川が登壇する。[23]
- 10月3日から10月6日にかけPsycho le Cému主催の2マンツアー「ライバルズ」を大阪、名古屋、東京にて行う。
- 11月20日　Zepp Shinjukuにて＜誤算ギャ&誤算ギャ男 大増殖計画〜初心者にも優しいワンマン〜＞を開催。
- 12月31日　品川ステラボールにて＜水田魔梨バースデーワンマン　生きてりゃ次がある＞及び＜カウントダウンワンマン 【ゆく年くる年無法地帯2024→2025】＞の2公演を開催。

2025年
- 1月25日　デラックス×デラックスとの2マンライヴ＜555kgの誤算＞を開催。
- 2月7日から9日にかけタイで開催されるJAPAN EXPO THAILAND2025に参加。
- 3月8日　東洋大学のシンポジウム「責任ある研究・技術開発に向けた多文化的ELSIの組織化 〈推し活〉を学問する　第2弾」の講師として緑川が登壇。
- 3月20日　京都KBSホールにて開催のイベント「KOLLABS」に参加。
- 3月23日　専門学校ESPエンタテインメント東京主催の「第3回　音楽人セミナー」の講師として卒業生の眞崎が登壇。
- 3月29日　豊洲PITにて9周年ワンマン＜天照る明星に秘める闘志、小蛇は大龍の夢を見る＞を開催。
- 5月3日から5日にかけ＜誤算の日！トリプリング『K』ツアー＞を開催。Spotify O-EASTにて行われた初心者歓迎ワンマンや小学生以下を対象としたライヴ「こどもたいかい」を含む4公演を行った。
- 6月13日　Zepp Fukuokaにてイベント「LOVE at FIRST SIGHT」に参加。
- 8月13日から9月10日にかけツアー＜最強AB型組に続け!灼熱の大旋風!＞を敢行。Zepp DiverCity、Zepp Osaka Bayside、Zepp Nagoya、LINE CUBE渋谷にて公演予定。

## 出演

### テレビ
テレビドラマ
- これは経費で落ちません!（2019.9.13、NHK）- CAROLINE 役
- 新・信長公記〜クラスメイトは戦国武将〜第2話（2022.7.31、読売テレビ）-　ドラジャ 役（緑川裕宇）

テレビ番組
- 月曜から夜ふかし（2019.4.15、日本テレビ）
- 有吉ジャポン（2019.9.13、TBS）
- ZIP!（2021.8.26、日本テレビ）出演：緑川裕宇
- Nスタ（2021.8.27、TBS）出演：緑川裕宇
- めざまし8（2021.8.31、フジテレビ）出演：緑川裕宇
- News zero（2021.9.6、日本テレビ）出演：緑川裕宇
- 有吉ジャポンII ジロジロ有吉（2023.3.17、TBS）
- Music House（2024.7.21、朝日放送テレビ）
- Music House（2025.1.5、朝日放送テレビ）

### ラジオ
レギュラー番組
- LOVE FM 「0.1gの誤算 竿隊の”いけるやついこうぜ！”」（2024年10月14日 - ）毎月第2月曜日 21:00～21:30放送
- KBS京都     「0.1gの誤算のかかってこいよ！in 京都」                     （2024年10月4日 - ）毎月金曜日 22:30～23:00放送
- LOVE FM 「0.1gの誤算の "かかってこいよ!"」（2023年9月 - 2024年8月28日）

出演
- ラジオ関西 「Clip火曜日」（2024年10月1日　生放送）
- 毎日放送「チュート徳井・レイクレてっちゃんのA Music Chance」（2024年11月23日&30日　放送）出演：緑川裕宇、河村友雪
- KBS京都 「ま～ぶる！」　(2024年12月2日　生放送)
- LOVE FM 「スイッチオン！DAYTIME」（2024年12月5日　生放送）出演：眞崎大輔
- KBS京都 「サンクス73～音で心に伝えたい！！スペシャル！～」　(2024年12月14日　公開生放送)
- ZIP-FM 「Limelight」（2024年12月21日　放送）
- FM802 「EVENING TAP」（2024年12月23日　生放送）
- Kiss-FM 「Kiss Music Presenter」（2025年２月24日　生放送）
- 朝日放送「田淵麻里奈 ・・・and Music。」（2025年７月20日　生放送）
- ラジオ関西「Clip火曜日」（2025年７月22日　生放送）
- FM802「EVENING TAP」（2025年７月22日　生放送）
- FM大阪「LOVE FLAP」（2025年７月30日　放送予定）
- FM NORTH WAVE 「NORTH STAR ☆ RADIO」（2025年８月５日　放送予定）
- FM NORTH WAVE 「Metal Master」（2025年８月９日　放送予定）